# Юнари
Юнари — река в Эвенкийском районе Красноярского края России, левый приток Таймуры. Длина реки — 228 км. Площадь водосборного бассейна — 5680 км².
Река берёт начало на Среднесибирском плоскогорье на высоте более 440 м над уровнем моря. В верховьях течёт преимущественно на северо-восток по холмистой тайге с преобладанием лиственницы и берёзы. Приняв приток Нижняя Нхэнгда справа, поворачивает на север, русло реки расширяется до 50 м. После впадения Ихэнгды устремляется на северо-запад. Впадает в Таймуру по левому берегу на отметке менее 134 м над уровнем моря, ниже впадения Чарвеи, в 79 км от устья Таймуры. Ширина перед устьем составляет 75 м при глубине 1,5 м, скорость течения в низовьях — 0,5 м/с. 

## Основные притоки
Указаны поименованные притоки длиной 30 км и более
| Название        | Расстояние от устья | Длина | Положение |
| --------------- | ------------------- | ----- | --------- |
| Векикан         | 14                  | 88    | левый     |
| Нижняя Ихэнгда  | 89                  | 35    | правый    |
| Хурпикоикта     | 105                 | 34    | левый     |
| Ихэнгда         | 110                 | 51    | правый    |
| Верхняя Ихэнгда | 116                 | 32    | правый    |
| Екэчэн          | 165                 | 30    | левый     |
| Огнё            | 182                 | 40    | левый     |
| Тугэдекит       | 188                 | 45    | левый     |

## Данные водного реестра
По данным государственного водного реестра России и геоинформационной системы водохозяйственного районирования территории РФ, подготовленной Федеральным агентством водных ресурсов:
- Бассейновый округ — Енисейский
- Речной бассейн — Енисей
- Речной подбассейн — Нижняя Тунгуска
- Водохозяйственный участок — Нижняя Тунгуска от водомерного поста посёлка Тура до водомерного поста посёлка Учами
- Код водного объекта — 17010700312116100087011